# İhsan Türe
Ihsan Türe (1946. március 10. – 2020. december 10.) török nemzetközi labdarúgó-játékvezető.

## Pályafutása

### Nemzeti kupamérkőzések
Vezetett Kupa-döntők száma: 5.

#### Török Kupa
A török JB elismerve szakmai felkészültségét, több alkalommal is megbízta a döntő találkozó koordinálásával.
| Időpont          | Helyszín                           | Mérkőzés típusa        | Mérkőzés                      | Eredmény |
| ---------------- | ---------------------------------- | ---------------------- | ----------------------------- | -------- |
| 1982. május 19.  | Ali Sami Yen Stadion, Isztambul    | döntő első mérkőzés    | Galatasaray SK–MKE Ankaragücü | 3 : 0    |
| 1984. május 30.  | İzmir Atatürk Stadion, İzmir       | döntő                  | Trabzonspor–Beşiktaş          | 0 : 0    |
| 1985. április 10 | Hüseyin Avni Aker Stadion, Trabzon | döntő első mérkőzés    | Trabzonspor– Galatasaray      | 1 : 2    |
| 1988. május 18.  | Samsun 19 Mayıs Stadion, Samsun    | döntő második mérkőzés | Samsunspor–Sakaryaspor        | 1 : 1    |
| 1989. június 25. | İnönü Stadion, İstanbul            | döntő második mérkőzés | Beşiktaş–Fenerbahçe           | 2 : 1    |

### Nemzetközi játékvezetés
A Török labdarúgó-szövetség Játékvezető Bizottsága (JB) terjesztette fel nemzetközi játékvezetőnek, a Nemzetközi Labdarúgó-szövetség (FIFA) 1979-től tartotta nyilván bírói keretében. Több nemzetek közötti válogatott és klubmérkőzést vezetett. A török nemzetközi játékvezetők rangsorában, a világbajnokság-Európa-bajnokság sorrendjében többedmagával a 13. helyet foglalja el 2 találkozó szolgálatával. Az aktív nemzetközi játékvezetéstől 1989-ben búcsúzott. Válogatott mérkőzéseinek száma: 3.

#### Európa-bajnokság
Az európai-labdarúgó torna döntőjéhez vezető úton Német Szövetségi Köztársaságba a VIII., az 1988-as labdarúgó-Európa-bajnokságra az UEFA JB játékvezetőként foglalkoztatta.
| Időpont              | Helyszín                  | Mérkőzés típusa           | Mérkőzés                   | Eredmény | Nézők száma |
| -------------------- | ------------------------- | ------------------------- | -------------------------- | -------- | ----------- |
| 1986. december 6.    | Nemzeti Stadion, Ta’ Qali | előselejtező (2. csoport) | Málta–Olaszország          | 0 : 2    | 13 445      |
| 1987. szeptember 23. | Központi Stadion, Varsó   | előselejtező (5. csoport) | Lengyelország–Magyarország | 3 : 2    | 12 000      |